# Pedro José Escalón
Pedro José Escalón (25 mars 1847, Santa Ana, Salvador – 6 septembre 1923, idem) est un homme politique salvadorien. 
Il a exercé les fonctions de président du Salvador du 1er mars 1903 au 1er mars 1907 ; militaire, son accession à la présidence fut la première succession pacifique depuis de nombreuses années, inaugurant une ère de relative stabilité politique conduite par des notables, propriétaires terriens, qui se termine avec l'établissement de la dictature en 1931-1932. 

## Contexte
En 1865, il épouse Elena Rodríguez (décédée le 3 décembre 1921) et ils ont trois enfants : Dolores, Federico et Pedro. 
Escalón est un propriétaire foncier et possède de grandes propriétés. 
La présidence d'Escalón est dans la continuité de celle de Tomas Regalado qui, en 1903, après s'être doté d'un pouvoir centralisé, lui transfère le pouvoir. La présidence d'Escalón est également marquée par la loi qui limite les présidences à un mandat de quatre ans au maximum. 